# Darielle Tillon
Darielle Tillon est une réalisatrice française née à Saint-Malo.

## Biographie
Après ses études à l'école nationale des Beaux-Arts, Darielle Tillon s'est orientée vers le cinéma, réalisant en 1999 un premier court métrage, Joyeux anniversaire.
Elle a signé également plusieurs documentaires, ainsi qu'un long métrage de fiction tourné en 2008, Une nouvelle ère glaciaire - « un grand film d'horreur » selon Serge Bozon - sorti en 2010.
Elle apparaît brièvement dans le film d'Adolfo Arrieta, Belle Dormant (2016).

## Filmographie

### Courts et moyens métrages
- 1999 : Joyeux anniversaire[5]
- 2002 : À la vitesse d'un cheval au galop (présenté au Festival de Cannes 2002 dans la programmation de l'ACID)[6]
- 2004 : La Ligne
- 2011 : Le ciel se décroche
- 2011 : La Ville
- 2011 : Sur les hauteurs
- 2011 : Politsyata
- 2016 : Amérique

### Longs métrages
- 2010 : Une nouvelle ère glaciaire
- 2021 : L'Envoûtement d'Iro